# Hopfstattgraben
Der Hopfstattgraben (in einigen Landkarten auch als Lachwiesenbach verzeichnet) ist ein rechter bzw. westlicher Zufluss des Igelsbachs bei Absberg im mittelfränkischen Landkreis Weißenburg-Gunzenhausen.

## Verlauf
Der Hopfstattgraben entspringt in einem Waldgebiet direkt an der Grenze zwischen den Gemeinden Absberg und Haundorf auf einer Höhe von 439 m ü. NN südwestlich des Dorfes Igelsbach. Der Hopfstattgraben durchquert während seines gesamten Verlaufs eine weite Offenlandschaft des Spalter Hügellandes. Nach einem ostwärts gerichteten Lauf von circa 1,1 Kilometern mündet er auf einer Höhe von 419 m ü. NN südöstlich des Dorfes Igelsbach von links in den gleichnamigen Fluss. Unweit mündet auch der Klingenbach in den Igelsbach. Der Hopfstattgraben hat keine bedeutenden Zuflüsse. Weiter südöstlich befindet sich das Naturschutzgebiet Stauwurzel des Igelsbachsees und anschließend der Igelsbachsee.